# Evelyn Grace Academy
La Evelyn Grace Academy è l'edificio che ha permesso allo studio di Zaha Hadid di vincere il Premio Stirling per il secondo anno consecutivo. 
Si tratta di un complesso architettonico costituito da quattro scuole diverse, che condividono servizi ed aree comuni. La Evelyn Grace, di proprietà dell'associazione di beneficenza ARK (Absolute Return for Kids), è stata creata per offrire nuove opportunità ai giovani studenti provenienti da contesti disagiati.

## L'architettura
La Evelyn Grace Academy si trova nel quartiere di Brixton, a sud di Londra. Progettata nel 2006 e realizzata nel 2010 da Zaha Hadid Architets, ha vinto nel 2011 il Premio Stirling del Royal Institute of British Architects.
L'edificio complessivamente appare come un'unica struttura, caratterizzata da una forma sinuosa solcata da una pista di 100 metri per l'atletica, ma dalla facciata è possibile distinguere le quattro differenti scuole che ospita. Gli spazi interni sono semplici, luminosi ed efficienti.
Ampie superfici di vetro o inclinate rimandano al dinamismo, che simbolicamente orienta lo sguardo verso il futuro.

## La scuola
L'edificio è costituito da quattro differenti istituti scolastici, ognuno dei quali può accogliere circa 300 studenti. Le quattro diverse aree delle scuole sono indicate nella facciata: ciascuna ha il suo ingresso, i suoi spazi e un diverso direttore didattico, ma condividono zone comuni.
Vi sono aree sociali informali ed altre dedicate all'insegnamento, per creare un contatto tra questi diversi aspetti della vita scolastica.

### Aspetti educativi
Nella scuola non è possibile portare denaro e telefoni cellulari. Gli studenti pranzano con gli insegnanti in un vasto spazio, consumando cibi preparati al momento.
"Tutto è stato progettato per esaltare al massimo il contatto visivo. Le aule hanno vetrate che danno sui corridoi, non si ha mai la sensazione di non essere visibili." (Bidisha Sinha del Zaha Hadid Architects).
Anche le strutture sportive sono visibili dall'interno dell'edificio. 
Vi è dunque auspicata un'armonica unione tra formazione intellettuale, sociale e fisica.
(Evelyn Grace Academy policies)